# 第212師団 (日本軍)
第212師団（だいにひゃくじゅうにしだん）は、大日本帝国陸軍の師団の一つ。
太平洋戦争の末期、1945年（昭和20年）1月20日に帝国陸海軍作戦計画大綱が策定された結果、本土決戦に備えるべく急造が決定した54個師団の一つであり、そのうちの第二次兵備として4月2日に編成が命じられた8個の機動打撃師団の一つである。

## 沿革
第212師団は、1945年（昭和20年）4月2日に福岡県久留米で編成が命じられた。第16方面軍の戦闘序列に編入、宮崎県都農に在って連合国軍の九州南部上陸作戦に備えていたが、連合国軍の九州南部上陸は無くその地で終戦を迎えた。

## 師団概要

### 歴代師団長
- 桜井徳太郎 少将：1945年（昭和20年）4月30日 - 終戦

### 参謀
- 戸次俊雄 少佐：不詳 - 終戦[1]
- 鈴木通葆 少佐：不詳 - 終戦[1]

### 最終所属部隊
- 歩兵第516連隊（久留米）：金田高秋中佐
- 歩兵第517連隊（福岡）：東昇中佐
- 歩兵第518連隊（大村）：松倉民雄中佐
- 山砲兵第212連隊（久留米）
- 迫撃第212連隊（久留米）：永田敏夫中佐
- 第212師団速射砲隊：石田春暢少佐
- 第212師団機関砲隊：西田応吉少佐
- 第212師団工兵隊：押川一美少佐
- 第212師団輜重隊：松永参郎少佐
- 第212師団通信隊：三砂安紀少佐
- 第212師団兵器勤務隊
- 第212師団野戦病院